# Oxychora eusticta
Oxychora eusticta là một loài bướm đêm trong họ Geometridae.